# ダンジョンの中のひと
『ダンジョンの中のひと』（ダンジョンのなかのひと、英語: Dungeon People）は、双見酔による日本の漫画作品。『webアクション』（双葉社）にて、2020年6月19日より連載中。
本作は、冒険者クレイが、ダンジョンの管理人であるベルと出会い、共同でダンジョンを管理する様子を描いたファンタジー漫画である。

## 登場人物
声の項はテレビアニメ版 / 単行本発売記念PVの声優。1人のみの場合はアニメ版の声優を示す。

### 主要人物
クレイ
声 - 千本木彩花 / 内田愛美
本作の主人公。アントムルグのシーフギルドに登録している探索者でシーフ。物語冒頭では8階踏破であったが、現在は10階まで到達（ただし、冒険者ギルドには未報告のため非公式記録）。アントムルグのダンジョンを探索中に、ダンジョンの管理人であるベルに勧誘されてダンジョン内で仕事をしている（ベルに負けてテイムされダンジョンの管理を手伝うようになったとダンジョン内では噂になっている）。報酬は月に金貨5枚である。
探索・戦闘に関してはかなりの実力者だが、それ以外はポンコツ気味で、野菜「炒め」を「痛めつける」ことと勘違いしたり、ベルに愛称をつけて欲しいと頼まれて「ベヘララ」と呼んでしまったりした。特に原理・理論の類の話が苦手。ダンジョン内のモンスターからの二つ名は『友達が居ないさん』。
ベイルヘイラ・ラングダス
声 - 鈴代紗弓 / 花守ゆみり
アントムルグのダンジョンの管理者。通称は「ベル」。
ダンジョンを作った先代より引き継ぎ、クレイが来るまで一人で管理をしていた。10階のフロアガーディアンでありラスボス。作中での強さは底知れない。片付けが非常に苦手でクレイとランガドに良く叱られる。
ダンジョン内の違反者を取り締まる時は「処刑人」という形で黒いゴスロリ調の衣装で探索者の前に現れる。
クレイと同様料理は苦手であったがフーリンに習ってからは料理が出来るようになってきている。
ダンジョンはかなり儲かっているらしく、宝飾金貨（金貨1000枚相当）を惜しげもなく払えるほどである。
ランガド
声 - 楠見尚己
アントムルグのダンジョンで鍛冶師として働くドワーフ。先代が雇った古株。低層階の担当と宝箱やアイテムの管理、製作をしている。ダンジョン製武器・防具の製作者で、腕前は国宝レベルやそれ以上の武器や防具を製作するほど。ベルの付き添いでクレイが国王と面会した際に偽名としてランガドの名前を使ったため、国王はランガドの事をクレイだと思っている。

### アントムルグのダンジョン

#### モンスター従業員
ビンキー
声 - 新井里美
5階を担当するケット・シー。おしゃべりで忘れっぽくうるさい。クレイがダンジョンで働き始めた初日にモンスターたちとの顔合わせの時、ビンキーが「あなた、風切りの娘でしょ」と言った事により行方不明になった父のその後を知るきっかけとなった。
クライッツェ
声 - 島田敏
7階を担当する死霊。浮いている帯は魔法武器で、本気になると使う。眷属のスケルトンを連れて徘徊している。自身の配置にやや不満を持っていたが、スケルトンに入ったクレイを見て納得した。
スケルトン（クライッツェの眷属）
クレイが入った個体は盾で立ち回る変則スタイルで、剣は本来非常用だった。
シブレク
7階担当。クレイのダンジョンの従業員としての役職に不満を持っており、クレイに（ベルの許可無く）進退を賭けさせて闘技場で模擬戦をする。結果、敗北するが、探索者として倒した自分を覚えていてくれたことから気が晴れた。
シールドムルグ
声 - 中村光樹
9階を担当するゴブリン三兄弟の長男で、クレイからはヒョロゴブリンと命名された。三兄弟でフロアを徘徊している。クレイの9階初探索時に瞬殺され、三兄弟でダンジョン従業員用の闘技場で再戦するも敗北。
クレイにハイ・ゴブリンと自己紹介したが、この世界にはハイ・ゴブリンという種は居ないがクレイが無知のためスルーされてしまった
バンデグ
声 - 山根雅史
9階を担当するゴブリン三兄弟の次男で、クレイからはマッチョゴブリンと命名された。三兄弟でフロアを徘徊している。
ボンドグ
声 - 中山祥徳
9階を担当するゴブリン三兄弟の三男で、クレイからはマッチョゴブリンと命名された。三兄弟でフロアを徘徊している。
ギゲン
9階担当。シブレクに誘われ後衛としてクレイとの模擬戦に参加するも敗北。
サンマルハチ
9階担当。シブレクに誘われ後衛としてクレイとの模擬戦に参加するも敗北。
ベッコモ
声 - 小山剛志
9階を担当するミノタウロス。草食で美容や身だしなみに気をかけている。ベッコモが投げた斧で起きた想定外の事態に、思わず就労規則を破って人語でクレイに話しかけてしまったことが、クレイがダンジョンで働くきっかけとなった。愛用の斧はランガド製。握りの部分をかじってランガドによく怒られている。
クレイとは親しく話す仲である。
レイルモンド
声 - 稲田徹
10階を担当するドラゴン。闘技場でハイゴブリン三兄弟の模擬戦を終えたクレイに勝負を持ちかけるが、痛いのが嫌いなので互いに重傷を負ったところで引き分けにした。
テルル
声 - 乃村健次
10階を担当するサイクロプス。魔界では研究者をやっているようで、他のモンスターからは「先生」と呼ばれている。
話好きのようで、クレイとベッコモの会話に入ってきたり、ベルとも薬作りで話に盛り上がっていた。
バラヤムン
ダンジョンで働く吸血鬼で、分離体のコウモリをダンジョン中に配置している。
カルカッツァスパイグラグロ
視力は高いが、弱点でもある。触手で獲物を捕らえ、下側に隠れた口で喰う。触手は倍程度に伸縮し、千切れても再生する。
ペッペルル
植物系種族。好物は油だが、摂りすぎると体表に滲み出て歩行困難になるため少量しか飲めない。
プークル
疎んでくる家族を見返すために稼ぎと修行に来ている。闘技場によく出るが大体負ける。
マーガレット　　
　声 - 山田美鈴
植物系種族。性格はおっとり。魅了した生物を取り込み、吸収する。友達の木人と行動を共にする。
132238
地下8階層のフロアガーディアン。オルトロス(双頭の犬)みたいな見た目だが、人工モンスター。作った主人の命令で出稼ぎとしてダンジョンで働いている。モンスターだが性格は人懐っこい。
ザンガドンド
岩ガメ。甲羅のトゲがランガドが作る武器・武具の製作に使うマナクト鉱石で、ザンガドンドからしか採掘することができない。甲羅の清掃をしてもらう事が採掘の見返りとなっていて、ブラシで擦られる感触が好き。′モンスターでも精霊寄りの種族で、採掘の際に発する光がゴーレムと相性が悪いため、マナクト鉱石の採掘はランガドの仕事。
フゥカ
声 - 花澤香菜
巨大ネコマタ。尻尾が３本あり火の玉で攻撃する。太りすぎのためか移動できない。
ヘルダンテ
声 - 黒田崇矢
黒い甲冑を着た人型モンスター。魔晶石の強奪を目的に、採用面接に来る予定だったマルクダテを殺害して現れた。クレイに瞬殺され、ゾンビとして再利用されることになる。
木のモンスター
声 - 渡瀬結月
クレイが風切りの事をビンキーに質問しに来た時に、ビンキーと雑談してた切株型のモンスター。
炎の精霊
地下9階層の炎の精霊。 炎の眷属を増やし、複数で襲いかかる。
金属製ゴーレム
実験的に製造された内製モンスター。探索者としてのクレイに倒されたが、お掃除用スライムによる処理に難儀したため、廃盤となった。
ノーム
声 - 桜井敏治
畑と狩猟場のエリアで畑の担当だったモンスター。職人気質でこだわりが多く、望まぬタイミングで食べようとする他モンスターと喧嘩してベルの仕事を増やしてしまうため、ゴーレムに取って代わられた。
トレント
声 - 岡田幸子
畑と狩猟場のエリアで森の担当だったモンスター。要求が多く、他モンスターを養分にしようとしてトラブルになるなど、ベルの仕事を増やしてしまうため、ゴーレムに取って代われた。
岩ガメ
声 - 小山茉美
採掘の担当だったモンスター。採掘間隔を年単位にして眠り出したりするため、ゴーレムに取って代わられた。
モロロ
モグラっぽいモンスター。コミックス33話でクレイが稽古をつけてあげて以来、弟子入りを希望している。
フランスーワ
鳥っぽいモンスター。モロロとコンビを組んでいる。クレイの弟子入り希望者その２。

#### 魔法生物
ゴーレム
精霊が作った子供みたいなサイズの小さなストーンゴーレム。ランガドに「ちびども」と呼ばれるほど、小さい。宝箱の補充や鍛冶その他のダンジョン内のあらゆる雑用をこなしている。個体ごとに個性や得意分野があり、ランガドが「レグレットは細かい操作は苦手だが力加減はうまい」「シモーヌは気が利く」というように見分けて仕事を割り振っている。

お掃除用スライム
先代が作った、ダンジョン内の死体等を片付けるスライム。ゴーレムたちが大きなスライムを切り分けて増やしている。
事務用スライム
2匹1組でFAXの役割をするスライム。紙を食べさせると反対のスライムが同じものを吐き出す。制御室にいて、シーフギルドとのやり取りなどに使われている。
ゴブリン
声 - 三上大輝
先代がダンジョンに適応するよう品種改良したゴブリン。一般のゴブリンと異なり、植物のように育てる事ができる。ゴーレムたちが畑作業をして、ゴブリンを増やしている。収穫せずに放置すると木になり、餌を与えないと他のゴブリンを掘り出して共食いを始めてしまう。
スケルトン
粘土製骨格に闇の精霊を憑依させて作った骸骨風モンスター。ゴーレムたちが粘土を型に入れて作っている。
ゾンビ
スケルトンに腐った果物を貼り付けてそれっぽく作ったゾンビ風モンスター。ゴーレムたちが作っている。

#### 精霊
クレイたちとは別の世界に住む存在。アントムルグのダンジョンの原型造りを担い、模様替えなどの際に協力を仰ぐ。精霊が造った原型は手堀りの洞窟のような雰囲気だが、ランガドはこれを「センスが無い」と言い切ってレンガ調の内装に造り替えるためか、ランガドと折り合いが悪い。
水の精霊
声 - 大原さやか
女性型の精霊。ランガドのことをヒゲムサと呼び、健在と聞いて舌打ちするほど嫌っている。
闇の精霊
声 - 福山潤
黒いアメーバのような姿をした精霊。ダンジョンの視野の妨害を担当。直線区間でも先が霞がかって見通せないのはこの精霊に因るもの。
土の精霊
声 - 玉井勇輝
ゴーレムのような姿をした精霊。ダンジョンの形造りを担当。
光の精霊
声 - 高尾奏音
光る玉のような姿をした精霊。ダンジョンの明かり担当。ダンジョンが照明が無くても明るいのはこの精霊に因るもの。
なお、アントムルグのダンジョン全体が明るいのは、従業員の要望。
風の精霊
声 - 綾森千夏
雲のような姿をした精霊。

### アントムルグの探索者

#### 探索者パーティー『氷狼の牙』
7階到達を果たした冒険者ギルド1位のパーティ。8階に到達する為に奮闘中。
フェン
声 - 加藤渉
『氷狼の牙』のリーダーである剣士で、仲間たちを連れてアントムルグに来た。少々キザなところがある。パーティーを強化するために一度クレイをパーティにスカウトしたが、誘い方が下手だったため即断られてしまった。
クレイはナンパされたと思っている。
ラッタ
声 - 榊原優希
『氷狼の牙』に所属するシーフ。常に冷静。判断力が高く、フェンから頼りにされている。
ハーマイン
声 - 伊藤昌弘
『氷狼の牙』に所属する魔法使い。
ガイアム
声 - 山本彬
『氷狼の牙』に所属する大剣使い。
アンテ
声 - 下田健太郎
『氷狼の牙』に所属する僧侶。

#### 仲間殺し
ヒルクマスト
声 - 田丸篤志
長髪の剣士。シーフギルド未登録者でこのパーティーのリーダー格。ベルに殺された後、ダンジョン内のアンデットとなる。パーティ・ライオットが対処。
ブッグス
声 - 田所陽向
ツンツンの格闘家。シーフギルド未登録者で仲間殺しを目的でパーティーを組んでいる。クレイに殺された後、ダンジョン内のアンデットとなる。パーティ・ライオットが対処。
アトト
声 - 石谷春貴
坊主頭の魔法使い。シーフギルド未登録者で仲間殺しを目的でパーティーを組んでいる。逃げようとしたが、ベルの魔法「飛び穿つ力の矢」で体のほとんどが消滅。このためか、アンデットとしての登場はしていない。

#### パーティー・ライオット
ゾンビ化した『仲間殺し』を討伐したパーティ。『氷狼の牙』からは新人パーティと評価されている。
ライオット
剣士。パーティーリーダー。
シーフ
弓使い
僧侶

#### 他の探索者
ミリエレント
声 - 大西沙織
女性の僧侶。メイスを武器に使う。仲間殺しパーティーの噂を知っていたものの、見せかけの人当たりの良さに騙されて、パーティーに加入してしまう。ダンジョン内で犠牲になりそうになるが、ゴーレムに助けられ、氷狼の牙に保護される。
新米冒険者Ａ
声 - 小村将
低層でゴブリンに襲われていた所を仲間殺しパーティーに助けられた冒険者。ミリエレントは仲間殺しパーティーが彼らを助ける姿を見て信用してしまった。
新米冒険者Ｂ
声 - 今村真也
新米冒険者Ａと共に仲間殺しパーティーに助けられた冒険者。

### フライレルヴァント王城
ルグランド・ハイム・ジャスレイド
声 - 梶田大嗣
アントムルグのある国の若き国王。最近王位を継いだ事により、アントムルグのダンジョンの契約更新のためにベルとクレイに会う。クレイに気がある様子だが、名前を尋ねてランガドの名を騙られた。
ヘイム
声 - 園部啓一
国王の執事。騎士団員より強いが、クレイには及ばない。
レステンス
声 - 坂泰斗
王国騎士団随一の槍使い。アントムルグのダンジョンの契約更新時の挑戦権に参加した。
アルグレド
声 - 福西勝也
王国騎士団の剣士。冒険者上がり。
キスカ
声 - 河西健吾
レステンス・アルグレドと共に戦闘に参加した魔法使い。
先代国王
声 - 宇垣秀成
ルグランドの父で先代の王様。アントムルグのダンジョンの契約更新時の時点では引退しているものの健在。

### その他
ブランス
声 - 大塚明夫
クレイの養父。クレイの師匠でもあり、シーフの技術を教えた。クレイの真面目で融通の利かない性格は父の指導の成果である。
物語の3年前にアントムルグのダンジョンに探索へ行って以来行方不明。投げナイフの鋭さから、ダンジョン内のモンスターから『風切り』の二つ名がつけられている。
10階を踏破してラスボスのベルに挑んだが完敗し、9階のフロアボスでクレイが来るのを待つことにした。フロアボスをしながら鍛錬していたため、従業員のクレイと出会うことはなかった。クレイに負けたあと、フロアボスをやめ、シーフギルドに協力しながらレンヒリンジと訓練をしている
やや脳筋思考で教えるのは下手だった模様で、クレイが全く調理をしなかったのもその影響。
レンヒリンジ
声 - 大塚芳忠
アントムルグのシーフギルドのギルドマスター。本家シーフギルドの元暗殺者。クレイに不意打ちを仕掛け、クレイから8階程度の腕前と言われたが本当の実力は隠している。
調理の腕も一流。
フーリン
声 - M・A・O
ギルドマスター補佐。調理を知らないベルとクレイのために、まさかの形でダンジョンデビュー。
シーフギルド受付嬢
声 - 大西亜玖璃
シーフギルドで氷狼の牙のラッタに仲間殺しについての注意喚起をしていた女性。
冒険者ギルドのギルドマスター
声 - てらそままさき
アントムルグ支部のギルドマスター。本家シーフギルドの元暗殺者で、ナンバー2。レンヒリンジとは裏で繋がっているようで、情報共有や鍛錬をする仲。
レンカラ
アントムルグにある隠れ家的な道具屋の女店主。ベルの異質さを見抜いたり、変装したクレイを見抜くなど洞察力に優れている。クレイを気にかけている。
先代
声 - 飛田展男
ベルの先代のダンジョンマスター。 ダンジョンコアに頼らず自力でアントムルグのダンジョンを作成した魔法使い。 種族・年齢・性別・本名等は示されておらず、顔すら描かれていないすべてが謎の人物。 また、アントムルグのシーフギルドの設立も行っている。現在は姿を消しているが、どうなったかは不明。
ムルラグ
ダンジョンの発見者。アントーラ地方と発見者名を合わせてアントムルグと名付けられた。

## 用語

### アイテム
拡張バッグ
内部空間を魔法で広げて見た目より沢山の物が入るようにしたバッグ。大中小の３サイズがある。アントムルグのシーフギルドによる貸与品。マーカーが付いていて横流しをしたりするとバレる。ベルとランガドが製作・修理をしている。
帰還スクロール
脱出魔法の効果があるスクロール。使用するとダンジョン入口に転移する。消耗品。アントムルグシーフギルドによる貸与品。
鑑定スクロール
鑑定魔法の効果があるスクロール。アイテムに秘められた力などを調べる事ができる。使い捨て。
魔晶石
魔力を込められた石。雇用したモンスターへの給与としても用いられる。
北のドワーフの赤雫
貴重なお酒。レンカラの店で販売されていた。ランガドへの土産としてベルが宝飾金貨2枚で購入した。
宝飾金貨
通常の金貨1,000枚分に該当する高額金貨。
翻訳の腕輪
モンスターのしゃべる言葉がわかるようになる腕輪。着用者は翻訳前後の二つの言語が同時に聞こえる感覚になる。クレイが使用している。なお、自分のしゃべる言葉は翻訳されず、探索者としての活動中も機能する。

### ダンジョン

#### 居住区
人間用の生活空間。モンスターはいない。ベルの私室・来客用宿泊室・制御室・食堂・調理場・倉庫・水晶室などがある。地下11階層に該当する場所に存在している。疑似的な窓があり時間に応じて明るくなる。
来客用宿泊室
クレイの私室として使われている部屋。
制御室
ダンジョンのコントロールルーム。監視用タブレットがある。また、事務用スライムがいる。
倉庫区画
魔法触媒と道具を置く第一倉庫、鉱石類を置く第二倉庫、（ガラクタを）置いておく第三倉庫がある。
水晶室
水晶を媒介に設置型の魔法を使う部屋。ダンジョン専用のかりそめの体を作る事や、ダンジョンの構造を変える事などができる。水晶は消耗品で、ベルが定期的に交換している。

#### 初期区域
ダンジョンの要になる区域。精霊の住む境界に位置する部屋や、「ダンジョンコア」になれなかった物の設置された部屋などがある。
精霊の住む境界に位置する部屋
精霊の協力を仰ぐ時などに使う部屋。ダンジョンの改造をする時などに利用されている。
ダンジョンコア
一般的なダンジョンにある心臓部。地形を生み罠を備え魔物を創り出しダンジョンを生成する存在。破壊されるとそのダンジョンは消滅する。アントムルグのダンジョンには存在しない。
「ダンジョンコア」になれなかった物
先代がダンジョンコアを真似て作った模造品。アントムルグのダンジョンにダンジョンコアの代わりに設置されている。魔力の集積と循環の機能までしかなく、足りない機能はベルたちが補うことでダンジョンを成立させている。

#### モンスター宿舎
モンスターたちの生活空間。共用ロビー・闘技場などがある。
闘技場
モンスター同士の訓練用の場所。

#### その他
畑と狩猟場
食材を供給するために擬似的に外と同じ環境を再現したフロア。平原・森・畑・湖がある。ペッコモが草を食べたりビンキーがネズミ狩りをしたりしている。空もあり夕焼けや星空なども再現されている。
ゴブリンの居住区
ゴブリン専用の区画。ゴブリンの集落と、ゴブリンを育てる畑がある。
フロアガーディアンエリア
フロアボスと戦闘するための場所。入口に巨大で頑丈なドアが付いている。このドアは閉めたら戦闘終了まで開かなくなり誰も入れなくなる。このドアはダンジョンの模様替え時に立ち入り禁止にするためにも利用されている。「仲間殺し」が邪魔が入らない場所として利用しようとしたが、壁抜けをしたゴーレムたちに阻止された。
待機エリア
フロアガーディアンエリアの手前の部屋。模様替えの際には氷狼の牙がここで待たされた。
最期の間
10階のフロアガーディアン用の部屋。端が見えない程だだっ広い空間。クレイがダンジョンと雇用契約を結ぶ前にベルと戦った場所。普段は主にモンスターとの面接などに使われており、椅子とテーブルが常置されている。また、「仲間殺し」を処刑する際に使われたのもこの空間。

### 地名
アントムルグ
本作の舞台であるダンジョンとその周辺の街。
アントーラ地方
アントムルグのある地方。
フライレルヴァント
アントーラ地方を含む地域の首都。
魔界
アントムルグのダンジョンにいるモンスター達の出身地。
モンスター達にとっては、ベルとダンジョン以外の外の世界を知らないため、アントムルグのダンジョンが魔界。
アントムルグのシーフギルド
アントムルグにあり冒険者の教育のために先代がゼロから組織したシーフギルド。他のシーフギルドとは別組織で、拡張バッグ・帰還スクロールの貸与などの優遇が受けられるのも特徴。ダンジョンの下部組織で、ダンジョンへの転送陣が設置されている。
シーフギルド本部
フライレルヴァントにあるシーフギルド組織の中心。アントムルグのシーフギルドを傘下にしようとして施設の建物が地下10メートルまでの穴だけ残して消滅させられた。

## 書誌情報
- 双見酔 『ダンジョンの中のひと』 双葉社〈アクションコミックス〉、既刊6巻（2025年5月現在）
  1. 2021年2月18日発売[8][9]、ISBN 978-4-575-85547-0
  2. 2021年12月16日発売[10]、ISBN 978-4-575-85669-9
  3. 2022年11月16日発売[11]、ISBN 978-4-575-85778-8
  4. 2023年8月17日発売[12]、ISBN 978-4-575-85876-1
  5. 2024年6月20日発売[13]、ISBN 978-4-575-85979-9
  6. 2025年5月15日発売[14]、ISBN 978-4-575-86088-7

## テレビアニメ
2024年7月から9月まで毎日放送・TBSテレビ『アニメイズム』B1枠ほかにて放送された。

### スタッフ
- 原作 - 双見酔[16]
- 監督 - 山井紗也香[16]
- シリーズ構成 - 竹内利光[16]
- キャラクターデザイン - 中山裕美[16]
- 美術監督 - 加藤賢司[16]
- 色彩設計 - 佐藤直[16]
- 撮影監督 - 佐藤敦[16]
- 編集 - 後田良樹[16]
- CGIプロデューサー - 野本真樹
- 音響監督 - 立石弥生[16]
- 音響制作 - ブシロードムーブ[16]
- 音楽 - Pieru[16]、LASTorder[16]
- 音楽制作 - ユーズミュージック[16]
- 音楽プロデューサー - 熊部太郎、沼田明美
- チーフプロデューサー - 林宏之、柱山泰佐、森下勝司
- プロデューサー - 吉武真太郎、原田零、石井正記、南原充宏、亀井博司、大貫佑介、間取美帆
- アニメーションプロデューサー - 吉岡大輔
- アニメーション制作 - オー・エル・エム Team Yoshioka[16]
- 製作 - 製作委員会の中のひと[16]

### 主題歌
「マイクロレボリューション」
TrySailによるオープニングテーマ。作詞・作曲は徳丸凌、編曲は最上清空と川島章裕。
「ブループリント」
ナナヲアカリによるエンディングテーマ。作詞はナユタセイジとナナヲアカリ、作曲はナユタセイジ、編曲はHajime Taguchi。

### 各話リスト
| 話数 | サブタイトル             | 脚本     | 絵コンテ          | 演出     | 作画監督                                                                        | 総作画監督                                                     | 初放送日      |
| ---- | ------------------------ | -------- | ----------------- | -------- | ------------------------------------------------------------------------------- | -------------------------------------------------------------- | ------------- |
| #1   | ダンジョンの中に、ひと   | 竹内利光 | 山井紗也香        | 志村錠児 | 大河しのぶ 大野美葉 阿部祐里                                                    | 中山裕美 東海林康和                                            | 2024年 7月6日 |
| #2   | ダンジョンの仕事始め     | 竹内利光 | 高橋滋春          | 沼山茉由 | 斎花 高橋茉奈 秦相子 藤彩七 竹内寛 遠藤里蘭 江島あかり 懸田扇子                 | 河野仁美 佐藤陵                                                | 7月13日       |
| #3   | 氷狼の牙                 | 竹内利光 | 新田典生          | 新田典生 | 木下雪映 山縣亜紀 李普螺                                                        | 桑原麻衣 廣田茜 佐藤陵 河野仁美                                | 7月20日       |
| #4   | シーフギルドとダンジョン | 竹内利光 | もりたけし        | 石井希美 | 土信田和幸 志村隆行                                                             | 東海林康和 大河しのぶ                                          | 7月27日       |
| #5   | 仕事仲間、家族           | 赤星政尚 | 高橋滋春          | 沼山茉由 | 大野美葉 阿部祐里                                                               | 中山裕美                                                       | 8月10日       |
| #6   | 探索と料理               | 竹内利光 | もりたけし        | 居村雄馬 | 大暴龙 顾宏瑜 魏丽娟 高熠竹 阿菁 浜辺ゆき TripleA 拾月動画 图灵动漫制作有限公司 | 中山裕美 東海林康和 大河しのぶ 廣田茜 佐藤陵 桑原麻衣 河野仁美 | 8月17日       |
| #7   | モンスターの面接         | 赤星政尚 | 新田典生          | 新田典生 | 木下雪映 山縣亜紀                                                               | 廣田茜 桑原麻衣                                                | 8月24日       |
| #8   | 模様替えと雇用           | 竹内利光 | 福島宏之          | 石井希美 | 土信田和幸 李普螺 志村隆行                                                      | 東海林康和 大河しのぶ                                          | 8月31日       |
| #9   | 国王とダンジョンマスター | 赤星政尚 | 志村錠児          | 志村錠児 | 大野美葉 阿部祐里                                                               | 中山裕美 佐藤陵 河野仁美                                       | 9月7日        |
| #10  | 風切りの娘               | 竹内利光 | 秋山朋子          | 沼山茉由 | 藤彩七 清水椋大 遠藤里蘭 矢田起也 斎花 紫灯珈 江島あかり 李普螺                 | 廣田茜 桑原麻衣                                                | 9月14日       |
| #11  | 守らぬ者たち             | 赤星政尚 | 新田典生          | 新田典生 | 山縣亜紀 土信田和幸 志村隆行                                                    | 東海林康和 大河しのぶ                                          | 9月21日       |
| #12  | ダンジョンの中のひと     | 竹内利光 | 新田典生 永島昭子 | 石井希美 | 大野美葉 木下雪映 阿部祐里                                                      | 中山裕美 東海林康和 大河しのぶ 廣田茜 佐藤陵 桑原麻衣 河野仁美 | 9月28日       |

### 放送局
| 放送期間                                                                              | 放送時間                     | 放送局       | 対象地域   | 備考                                 |
| ------------------------------------------------------------------------------------- | ---------------------------- | ------------ | ---------- | ------------------------------------ |
| 2024年7月6日 - 9月28日                                                                | 土曜 1:53 - 2:23（金曜深夜） | 毎日放送     | 近畿広域圏 | 製作参加                             |
|                                                                                       |                              | TBSテレビ    | 関東広域圏 |                                      |
|                                                                                       | 土曜 2:30 - 3:00（金曜深夜） | BS-TBS       | 日本全域   | BS/BS4K放送                          |
| 2024年7月8日 - 9月30日                                                                | 月曜 23:00 - 23:30           | AT-X         | 日本全域   | CS放送 / 字幕放送 / リピート放送あり |
| 2024年7月9日 - 10月1日                                                                | 火曜 1:15 - 1:45（月曜深夜） | 新潟テレビ21 | 新潟県     |                                      |
|                                                                                       | 火曜 1:30 - 2:00（月曜深夜） | テレビ愛媛   | 愛媛県     |                                      |
|                                                                                       | 火曜 2:25 - 2:55（月曜深夜） | 北海道テレビ | 北海道     |                                      |
| 2024年8月10日 - 10月26日                                                              | 土曜 1:23 - 1:53（金曜深夜） | 熊本放送     | 熊本県     |                                      |
| 2024年8月18日 - 11月3日                                                               | 日曜 2:30 - 3:00（土曜深夜） | 北陸朝日放送 | 石川県     |                                      |
| 毎日放送・TBSテレビ・BS-TBSは『アニメイズム』B1枠、北海道テレビは『アニメな時間』枠。 |                              |              |            |                                      |

| 配信開始日    | 配信時間                   | 配信サイト | 備考           |
| ------------- | -------------------------- | --- | -------------- |
| 2024年7月6日  | 土曜 2:30（金曜深夜） 更新 | dアニメストア Hulu | 見放題先行配信 |
| 2024年7月10日 | 月曜 12:00 以降順次更新    | Netflix Prime Video U-NEXT アニメ放題 ABEMA DMM TV バンダイチャンネル アニメタイムズ FOD J:COM STREAM TELASA milplus Lemino ひかりTV SPOOX MBS動画イズム TVer | 見放題配信     |
|               |                            | Google TV YouTube クランクイン!ビデオ HAPPY!動画 | 都度課金配信   |

### BD
| 巻 | 発売日        | 収録話         | 規格品番 |
| -- | ------------- | -------------- | -------- |
| 上 | 2024年10月2日 | 第1話 - 第6話  | HPXN-551 |
| 下 | 2024年11月8日 | 第7話 - 第12話 | HPXN-552 |

### Webラジオ
クレイ役の千本木彩花とベル役の鈴代紗弓がパーソナリティを務めるWebラジオ『千本木彩花・鈴代紗弓のラジオの中のひと』が2024年7月11日から響 - HiBiKi Radio Station -とYouTubeの日活アニメチャンネルにて配信。
2024年6月28日にYoutubeにて放送直前特番が配信された。
| 毎日放送・TBSテレビ アニメイズム B1 | 毎日放送・TBSテレビ アニメイズム B1 | 毎日放送・TBSテレビ アニメイズム B1 |
| 前番組                              | 番組名                              | 次番組                              |
| ----------------------------------- | ----------------------------------- | ----------------------------------- |
| HIGHSPEED Étoile                    | ダンジョンの中のひと                | 魔法使いになれなかった女の子の話    |